# Embraer
Embraer (Empresa Brasileira de Aeronáutica S.A.) – brazylijski producent samolotów. Produkuje samoloty cywilne, wojskowe i dla biznesu. W latach 1999–2001 przedsiębiorstwo było największym eksporterem w Brazylii, obecnie jest jednym z trzech największych. Siedziba przedsiębiorstwa znajduje się w São José dos Campos.

## Historia
W latach 40. XX wieku władze Brazylii zaczęły pracować nad utworzeniem własnego przemysłu lotniczego. Aby wykształcić inżynierów lotniczych rozpoczęto tworzenie instytutów naukowych. Jako pierwszy powstał, w 1950 roku, Instituto Tecnólogico de Aeronáutica, znany w Brazylii jako ITA. ITA jest obecnie częścią Comando-Geral de Tecnologia Aerospacial, czyli CTA – wojskowego centrum badań aeronautyczno-kosmicznych, stworzonego w 1953 roku na wzór National Advisory Committee on Aeronautics, czyli amerykańskiego poprzednika NASA. W skład CTA wchodzą także m.in. Instituto de Aeronaútica e Espaço (IAE) – instytut naukowy pracujący nad nowymi technologiami lotniczymi, obronnymi i kosmicznymi, Instituto de Estudos Avançados (IEAv) – kształcący m.in. fizyków jądrowych, oraz Instituto de Fomento e Coodernação Industrial (IFI) który jest m.in. instytucją wydającą w Brazylii lotnicze certyfikacje. Wszystkie te instytuty mieszczą się w São José dos Campos, tam gdzie swą siedzibę ma obecnie także Embraer. Prace nad pierwszym cywilnym samolotem pasażerskim rozpoczęły się w Brazylii w marcu 1965 roku. Był to niewielki samolot mogący mieć zastosowanie zarówno cywilne, jak i wojskowe – Embraer 110 Bandeirante. Samolot wzniósł się w powietrze po raz pierwszy 26 października 1968 roku. Rok później w lipcu 1969 roku Ministerstwo Lotnictwa powołało spółkę Embraer. W 1970 roku oblatany został Embraer 202 Ipanema – samolot rolniczy. W sierpniu 1974 roku Embraer podpisał porozumienie z Piperem. Mógł w Brazylii produkować na licencji modele Piper PA-34 Seneca jako Embraer EMB 810 i Piper PA-34 jako EMB 820. W roku 1980 Embraer rozpoczął prace nad kolejnym projektem – EMB 120. Był to 30-miejscowy samolot turbośmigłowy z ciśnieniową kabiną przeznaczony do transportu regionalnego. Maszyna została oblatana w lipcu 1983 roku. Samolot wszedł do służby w 1985 roku. Pierwszym nabywcą były linie ASA – Atlantic Southeast Airlines ze Stanów Zjednoczonych. Łącznie sprzedano 356 samolotów EMB-120 odbiorcom z 14 krajów. Na początku lipca 1985 roku samolot otrzymał certyfikaty CTA oraz FAA. W roku 1989 Embraer rozpoczął prace nad projektem odrzutowca o zasięgu regionalnym – Embraera 145. W roku 1996 samolot otrzymał certyfikaty CTA i FAA, a w 1997 europejskiego JAA (Joint Aviation Authorities). W lipcu 1990 miał miejsce oblot maszyny dyspozycyjnej CBA 123 Vector. Nie odniosła ona jednak sukcesu, a Embraer pogrążył się w kryzysie finansowym. W roku 1993 Embraer podpisał porozumienie z firmami mającymi współpracować z nim przy produkcji ERJ-145. Były to hiszpańska Gamesa, C&D z USA, chilijski ENAER i belgijska Sonaca. Łącznie w programie ERJ-145 bierze udział 350 dostawców, w tym 10 partnerów produkujących systemy: Rolls-Royce, Honeywell, TRW Lucas, Goodrich, Liebherr, Hamilton Sundstrand, Parker Aerospace, Thales, Sierracin i EATON. W 1998 roku pojawiła się jego mniejsza wersja, ERJ-135, zaś w sierpniu 1999 roku Embraer rozpoczął prace nad kolejną maszyną – Embraerem 170. W pracach bierze udział 16 partnerów i 22 głównych poddostawców. Oblot maszyny nastąpił 19 lutego 2002. W latach 2003–2004 powstały wersje rozwojowe – EMB175, EMB190 i EMB195. 31 marca 2001 roku został oblatany Embraer Legacy 600 – odrzutowiec dyspozycyjny bazujący na samolotach z rodziny Embraera 145. Pod koniec czerwca 2000 odbyła swój pierwszy lot wersja ERJ-140, a 23 lipca tego roku Embraer wszedł na giełdę w São Paulo. W lipcu 2007 oblatano nowy mały samolot dyspozycyjny Embraer Phenom 100, a w następnym roku nieco większego Phenom 300. W październiku 2007 odbył się także pierwszy lot dużego samolotu dyspozycyjnego Embraera Lineage 1000. Na 2013 rok planowany jest oblot samolotów Embraer Legacy 450 i Embraer Legacy 500.

## Wybrane konstrukcje

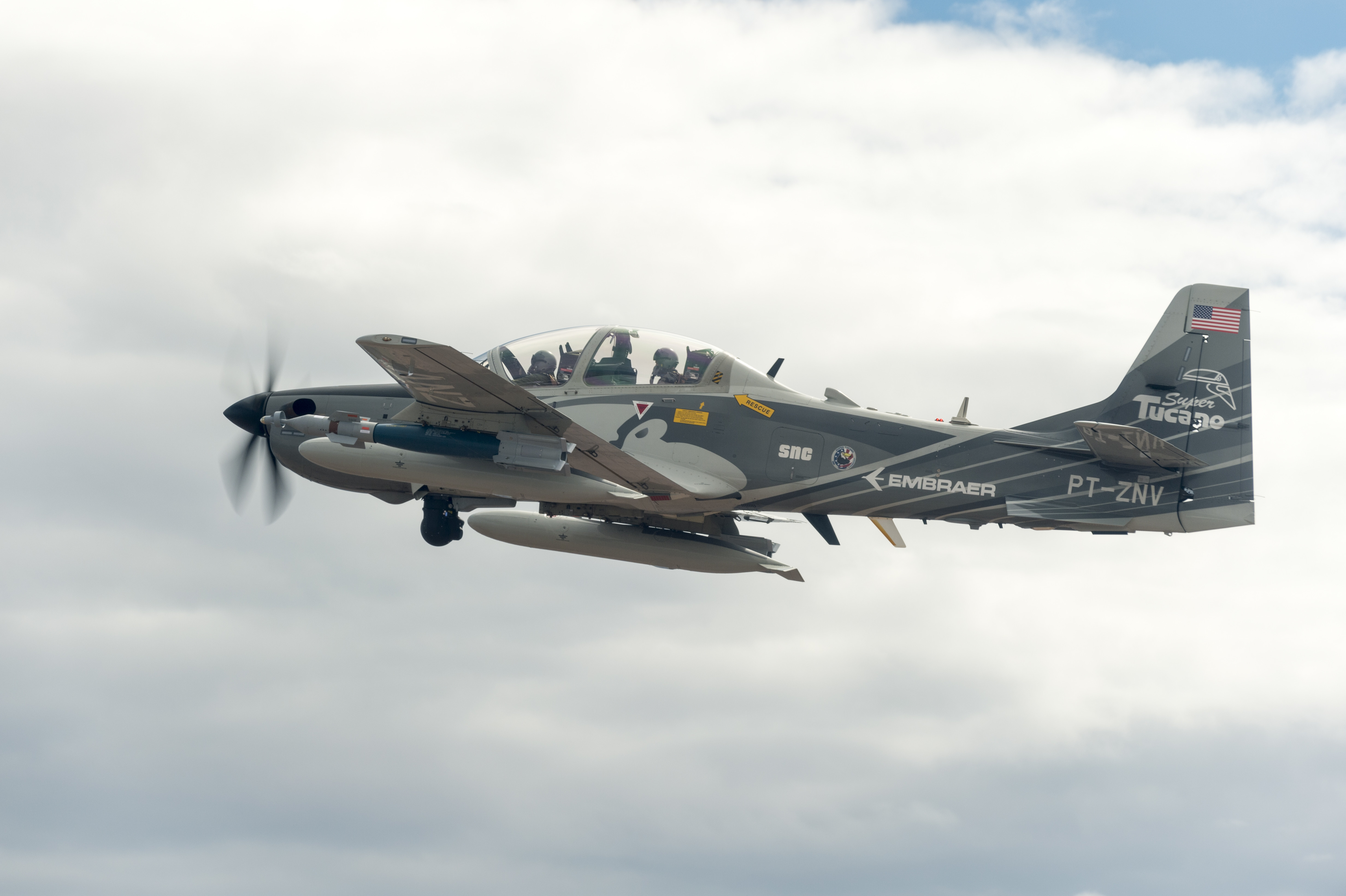
Embraer Tucano

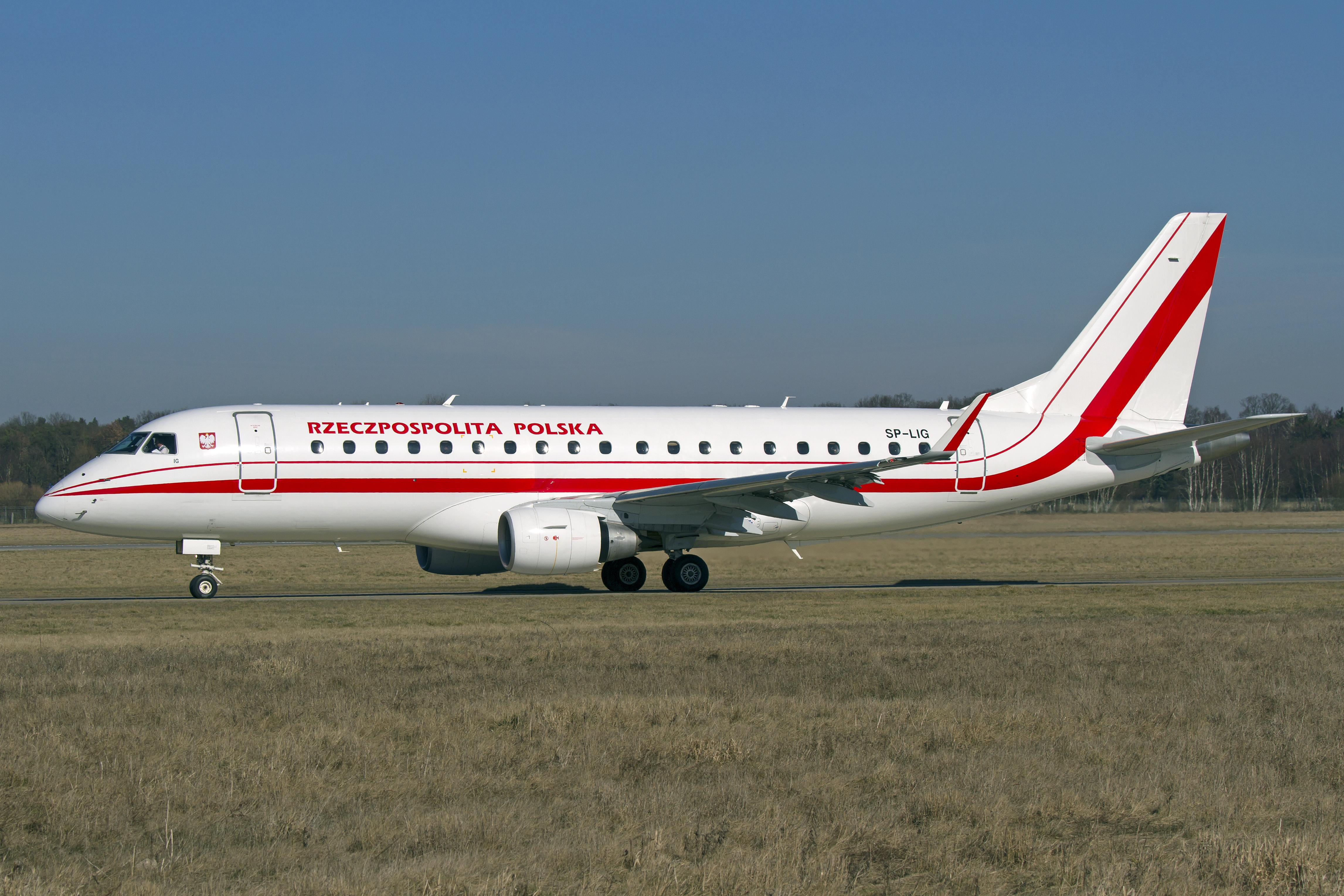
Embraer 175 w polskim malowaniu rządowym

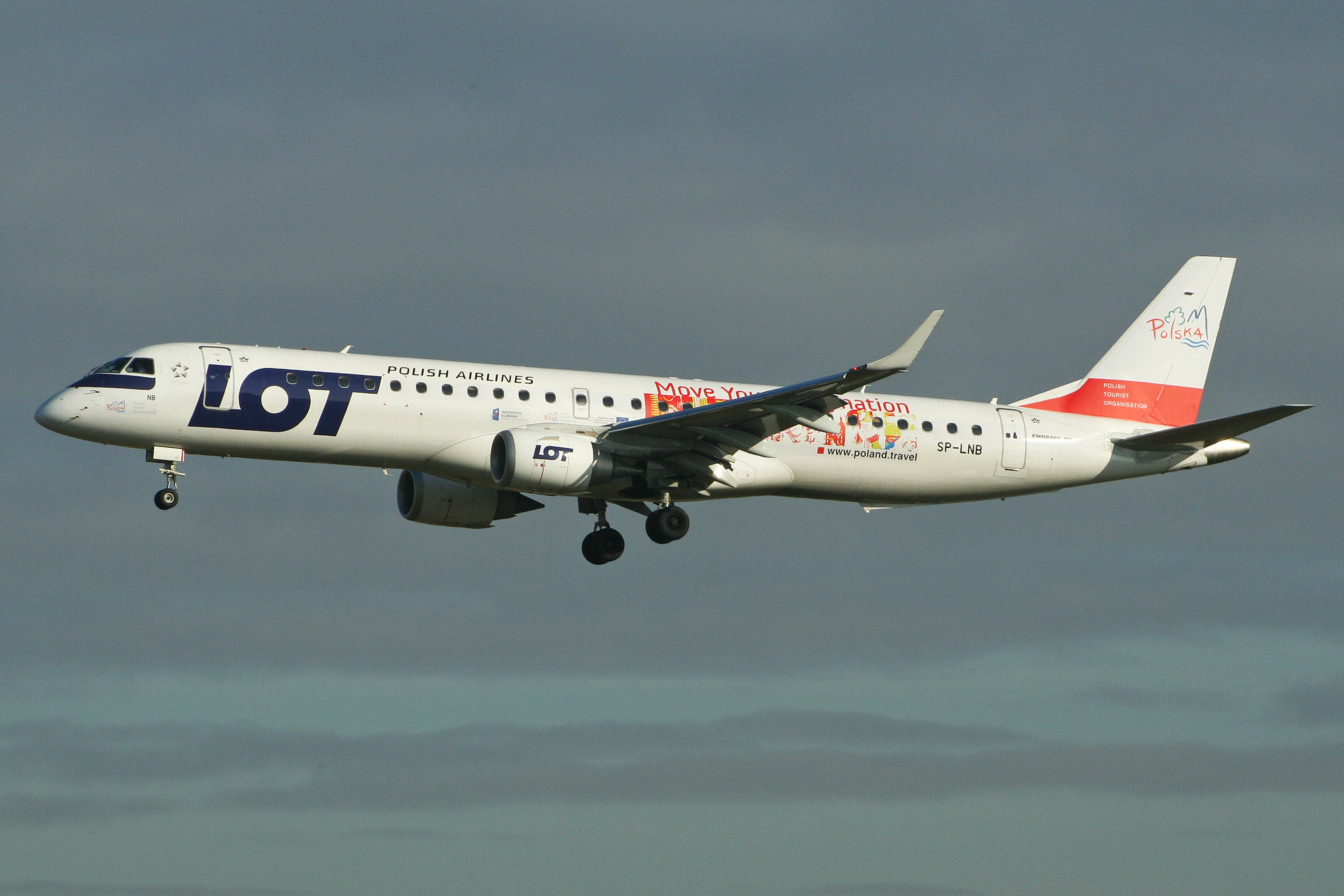
Embraer 195 Polskich Linii Lotniczych LOT w okolicznościowym malowaniu promującym Polskę

### Samoloty pasażerskie
- Embraer 110 Bandeirante
- Embraer 121 Xingu
- Embraer/FMA CBA 123 Vector
- Embraer 120 „Brasilia”
- Embraer 135
- Embraer 140
- Embraer 145
- Embraer 170
- Embraer 175
- Embraer 190
- Embraer 195

### Samoloty rolnicze
- Embraer 202 Ipanema

### Samoloty biznesowe
- Embraer Phenom 100
- Embraer Phenom 300
- Embraer Legacy 450
- Embraer Legacy 500
- Embraer Legacy 600
- Embraer Lineage 1000

### Samoloty wojskowe
- Embraer Tucano
- Embraer Super Tucano
- Embraer AMX
- Embraer P-99
- Embraer C-390

## Samoloty na licencji

### Samoloty wojskowe
- Embraer/Aermacchi MB-326 Xavante

### Samoloty turystyczne
- Embraer EMB 712 Tupi
- Embraer EMB 810D Seneca
- Embraer EMB 820C Navajo